# Badoumbé
 (avril 2024).
Badoumbé (ou Badumbé) est un village malien, située dans le pays de la Kaarta, de la commune de Oualia, dans le chef-lieu cercle de Bafoulabé, et dans la région de Kayes. 

## Géographie
Le village de Badoumbé est situé sur la rive gauche du Bakoye et sur la route nationale régionale RR 3 (axe Bafoulabé-Toukoto) à 19 km à l'ouest du chef-lieu communal Oualia, à 50 km à l'est de Toukoto.

## Histoire
Anciennement appelé Daramutu, le village aurait été fondé il y a deux cents ans. Son nom est lié au lieu de rencontre des clans mandingues Sissoko. Aujourd'hui, le village est également habité par d'autres familles amenées par le chemin de fer de Dakar au Niger,.

## Population
Le village compte 1 100 habitants (2009).